# 愛知県道142号新清洲停車場線

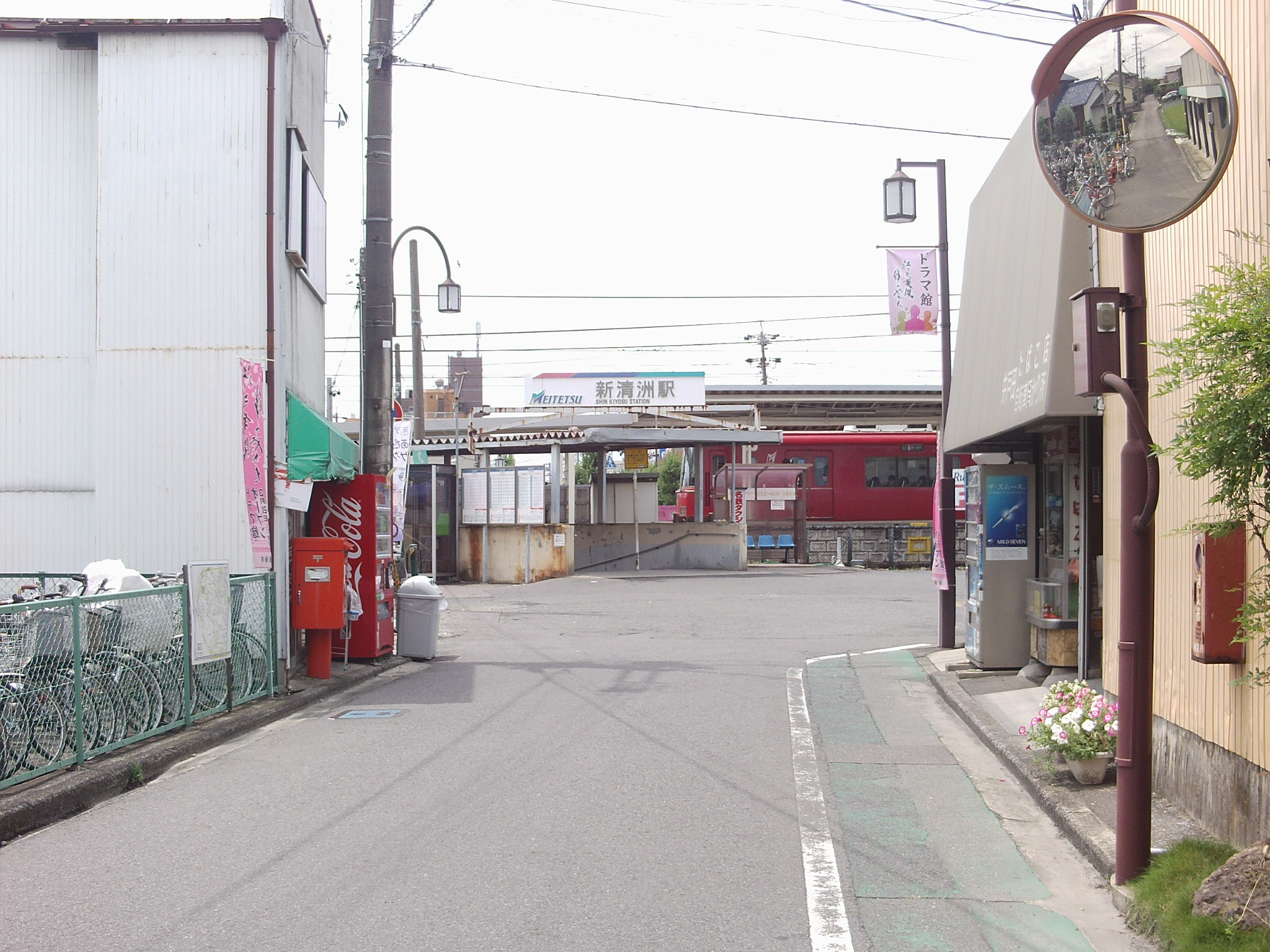
起点新清洲停車場。改札口は地下道を下りたところにある。（清須市清洲）

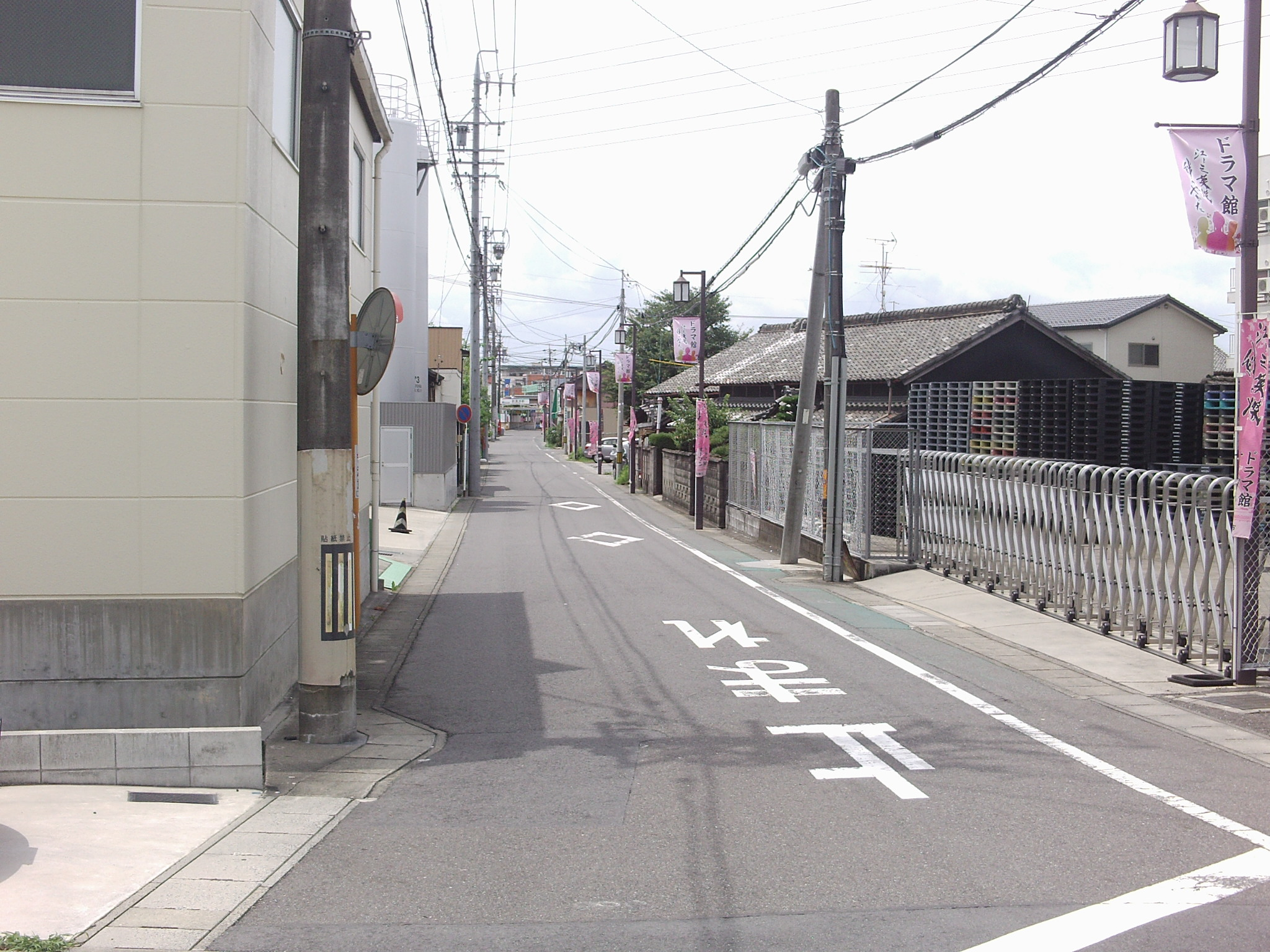
終点から起点方向を望む。東口の道路が本県道。（清須市清洲）

愛知県道142号新清洲停車場線（あいちけんどう142ごう しんきよすていしゃじょうせん）は、愛知県清須市内を通る一般県道である。

## 概要

### 路線データ
- 起点：新清洲停車場
- 終点：愛知県清須市朝日

## 沿革
- 1959年（昭和34年）12月15日：認定。

## 重複区間
- 愛知県道67号名古屋祖父江線（長者橋上）
- 愛知県道127号助七西田中線（長者橋東交差点 - 清洲東小学校北交差点）

## 地理

### 通過する自治体
- 愛知県
  - 清須市

### 接続する道路
- 愛知県道67号名古屋祖父江線（清洲橋交差点）
- 愛知県道127号助七西田中線（一部区間で重複）
- 愛知県道153号浅井清須線・愛知県道190号名古屋一宮線（岐阜街道、鮎鮨街道）（清洲橋交差点）

### 沿線
- 名鉄名古屋本線 新清洲駅
- 五条川
- 清洲城